# ウォーター・リーパー
ウォーター・リーパー (Water Leaper) は、ウェールズ地方に伝わる妖精の一種。サムヒギン・ア・ドゥル (The Llamhigyn Y Dwr) とも呼称される。名称は「水を飛び越えるもの」という意味。
大きさは犬くらいで、身体は蛙だが手足はなく、替わりに魚の尾と飛び魚のような翼を持つ。
体の色はアルビノを思わせるような白。
危機を感じると「キーキー」と異常に甲高い声で鳴き、聞いた者を気絶させたりするとされる。
沼沢地の水中に棲んでおり、肉食性である。
魚よりも地上の動物が好物で、鼠や猫などを一飲みにする。
油断していると釣り人や漁師も食べられてしまうという。